# Terry Gathercole
Terry Gathercole (n. 25 noiembrie 1935, Tallimba⁠(d), Noul Wales de Sud, Australia – d. 30 mai 2001, Canberra, Australian Capital Territory, Australia) a fost un înotător ce a reprezentat Australia, medaliat olimpic. A participat la 2 ediții ale Jocurilor Olimpice (1956, 1960) în care a câștigat două medalii de argint.